# Roche de Migourdy

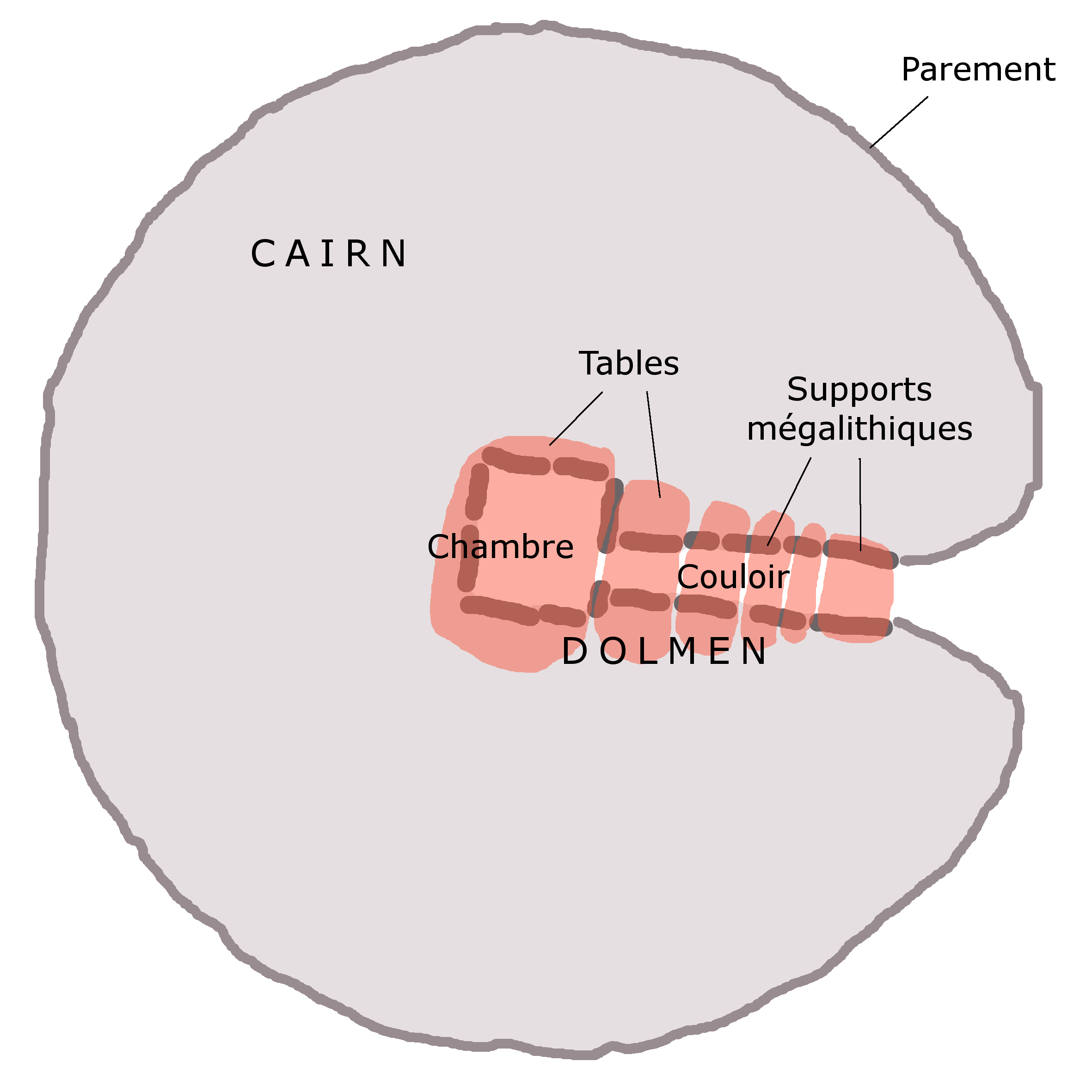
Idealtypischer „Dolmen mit Gang“ im Cairn (Hügel)

Der Dolmen Roche de Migourdy liegt in einem Feld auf einem Hügel, der von Bäumen und dichtem Unterholz bedeckt ist, südlich von Plumelec bei Vannes im Département Morbihan in der Bretagne in Frankreich. Dolmen ist in Frankreich der Oberbegriff für neolithische Megalithanlagen aller Art (siehe: Französische Nomenklatur).
Hier lagen zwei Gangdolmen (französisch Dolmens à couloir) in einem Cairn von etwa 25,0 m Durchmesser, von denen einer völlig ruiniert ist. Der zweite, der noch größtenteils vom Hügel bedeckt ist, hat eine mannshohe Kammer, die etwa 3,5 × 2,5 m misst und mit großen Platten ausgekleidet ist. Ein paar Steine vom Gang sind erhalten.
Es gab zwischen den Dolmen einen kleinen Hohlraum aus flachen Platten, in dem römische Objekte untergebracht waren.
Der Menhir Quenouille de Gargantua steht westlich von La Croix Peinte zwischen Plaudren und Plumelec.